# Qasaqstan Temir Scholy
Qasaqstan Temir Scholy (kasachisch Қазақстан темір жолы (ҚТЖ), russisch Казахстанские железные дороги (КЖД) Kasachstanskije schelesnyje dorogi, englisch Kazakhstan Temir Zholy) ist die staatliche Eisenbahngesellschaft Kasachstans mit Sitz in Astana.
Die OTIF-Kurzbezeichnung ist KTH.

## Eckdaten

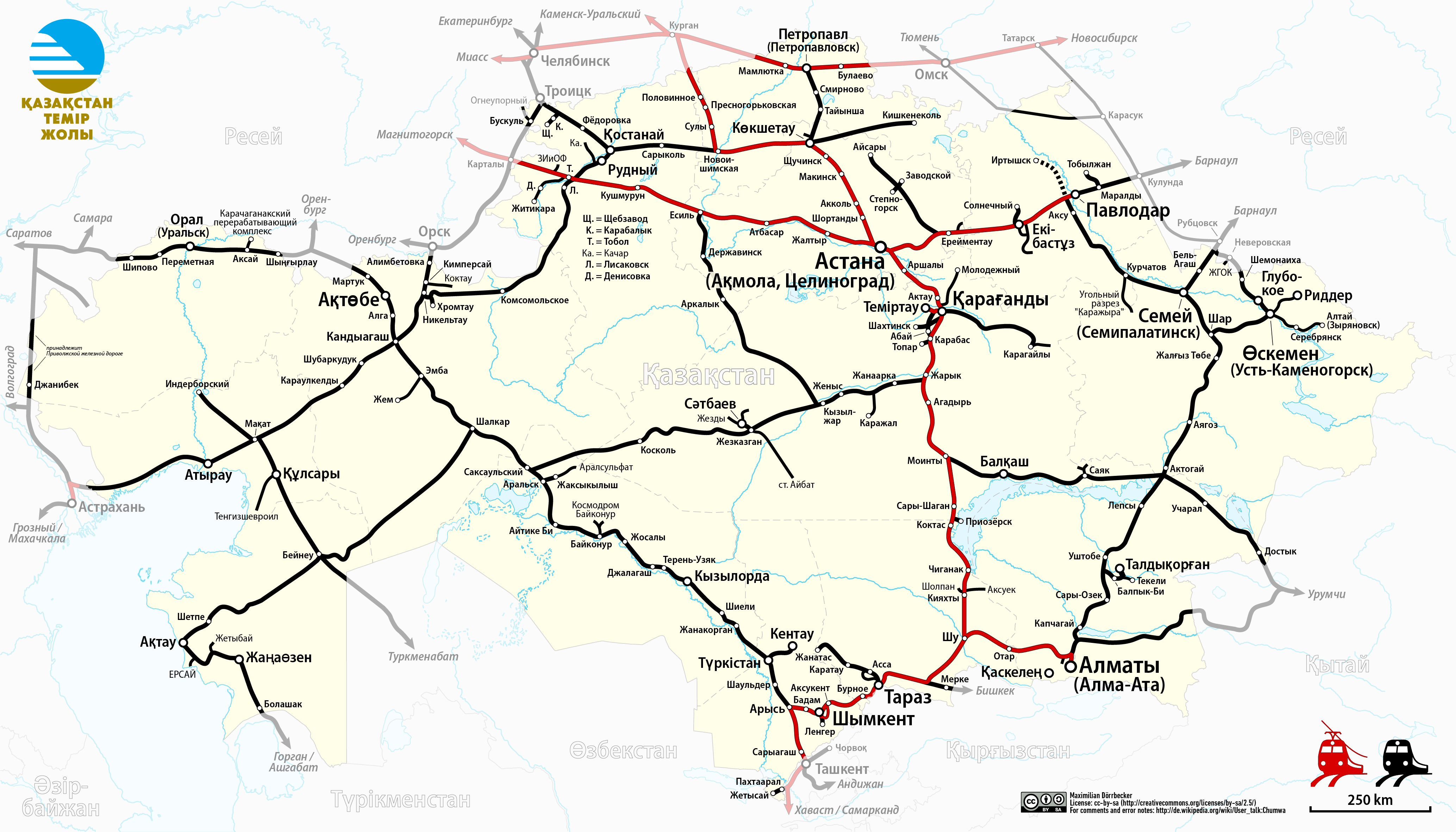
Streckennetz 2017

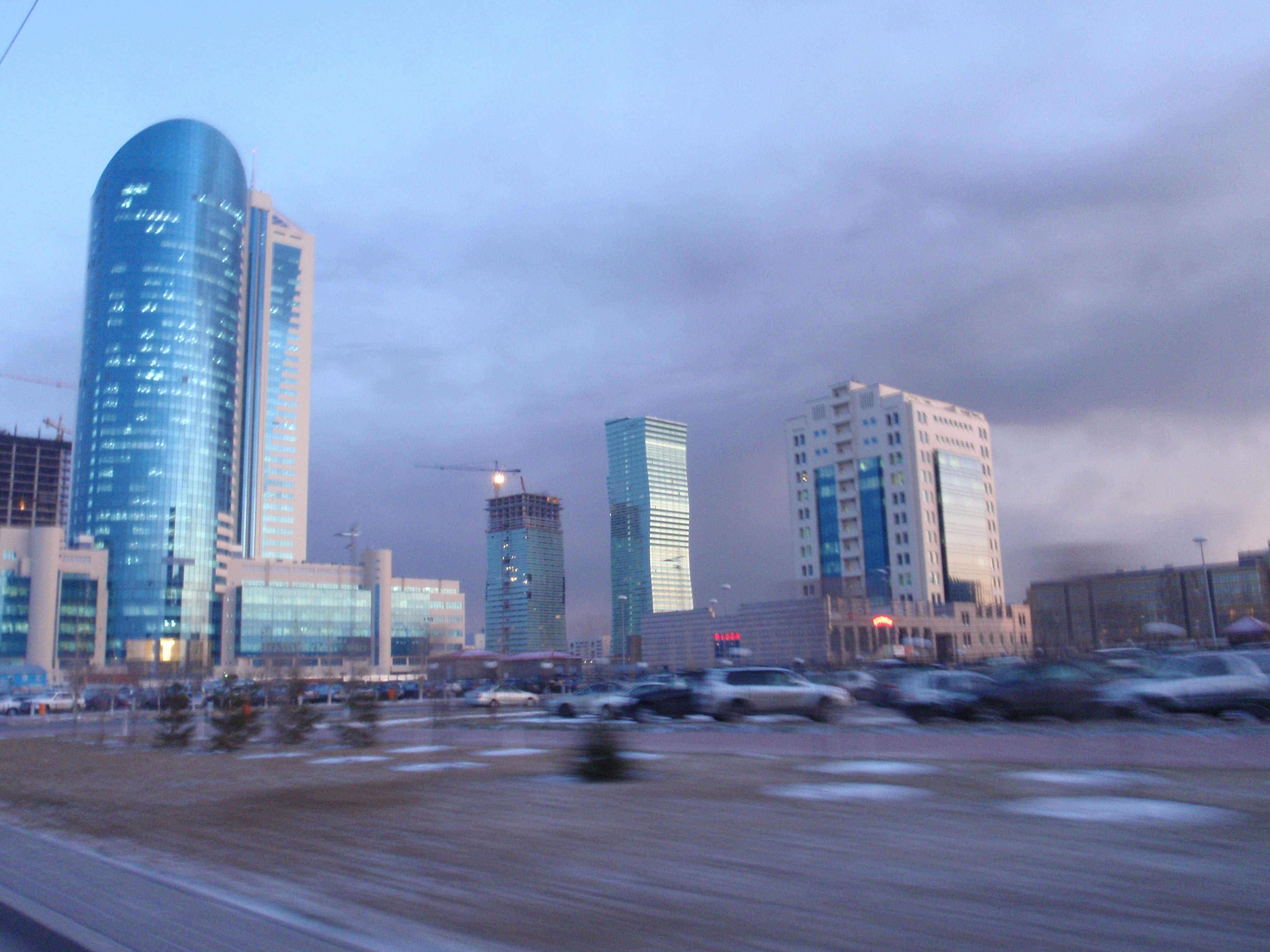
Das Railways Building (links) ist seit 2009 Hauptsitz von KTH

Das Streckennetz der KTH umfasst etwa 16.055 km und ist in der Breitspur 1520 gebaut. 4.985 km sind zweigleisig, 4.237 km elektrifiziert. Die Bedeutung des Eisenbahnverkehrs in Kasachstan ist hoch: 52 % des Personen- und 49 % des Güterverkehrs werden auf der Schiene abgewickelt. Die KTH beschäftigt rund 137.000 Mitarbeiter.
Der Umsatz des Unternehmens betrug im Geschäftsjahr 2021 rund 122,2 Milliarden Tenge.

## Geschichte

### Vorgeschichte
Die erste Bahnstrecke in Kasachstan war die 1893/94 eröffnete, 369 km lange meterspurige Schmalspurbahn von Pokrowskaja Sloboda nach Uralsk. 113 km der Strecke verliefen in Kasachstan. Später führte dann auch ein 190 km langer Abschnitt der Transsibirischen Eisenbahn durch Kasachstan. 1904 bis 1906 entstand die Strecke von Orenburg nach Taschkent, 1914 bis 1924 die Semiretschenskaja-Bahn von Aris nach Pischpek, später Teil der Turksib. 1915 wurde die Bahnstrecke Tscheljabinsk – Qostanai gebaut, 1915 bis 1917 die Altai-Bahn (Nowosibirsk–Semipalatinsk), von der 122 km über kasachisches Gebiet verlaufen. Bis 1930 entstand die Turksib mit einer Länge von 1.444 km.
Zur Zeit des Bahnbaus gehörte Kasachstan zunächst zum Russischen Kaiserreich, dann zur Sowjetunion. Trassenführungen mussten auf die – damals innerstaatliche – Außengrenze Kasachstans keine Rücksicht nehmen und wurden für direkte Verbindungen zwischen den russischen Zentren und den Landwirtschaftsgebieten Kasachstans verlegt. In Zeiten der Sowjetunion wurde das in Kasachstan betriebene Streckennetz von drei – in der Sowjetunion relativ selbständigen – Eisenbahndirektionen betrieben. Nach dem Zerfall der Sowjetunion zerschnitten die nun internationalen Grenzen diese Bahnstrecken. Das Netz im Staatsgebiet von Kasachstan war auf die Bedürfnisse des neuen Staates nur unzureichend zugeschnitten: Durchgehende Züge verkehrten nun als Transitzüge über ausländisches Staatsgebiet, Grenzkontrollen verlängerten die Fahrzeit und die Reisenden benötigten Reisepässe. Dieses Defizit ließ sich nur durch den Bau von Ergänzungsstrecken beheben (siehe unten „Infrastruktur“).

### Gründung der KTH
Das Unternehmen „Kazakhstan Temir Zholy National Company“ JSC (KTZ NC JSC) wurde am 31. Januar 1997 gegründet. Es ist seit 2004 eine geschlossene Aktiengesellschaft. 100 Prozent der Anteile befinden sich im Besitz des kasachischen Staatsfonds Samruk-Kazyna.

## KTH

### Infrastruktur
Seit der Unabhängigkeit Kasachstans bis 2017 wurden 2.500 km neue Eisenbahnstrecken gebaut. Von 2008 bis 2016 wurden zudem 4.700 km Strecke saniert. Die wesentlichen Neubaustrecken sind:
- Im Juni 2001 wurde die Strecke Aqsu–Dagelen in der Nähe von Kurtschatow mit einer Länge von 187 km fertig gestellt.[8] Damit wurde der kasachische Norden mit Ostkasachstan verbunden.
- Am 18. Oktober 2003 kam der 404 km lange Abschnitt Chromtau–Altinsarino im Gebiet Qostanai dazu. Dieser verbindet die nördlichen Regionen mit dem Westen des Landes.
- Die dritte Strecke verbindet über 150 km[8] seit dem 9. Oktober 2008 die ostkasachische Gebietshauptstadt Öskemen mit Schar an der Turksib.
- Am 9. Dezember 2011 wurde die 298 Kilometer lange Strecke vom kasachischen Schetigen bis in den chinesischen Grenzbahnhof Korgas eröffnet. Diese verläuft südlicher als die seit 1991 bestehende Verbindung über den Grenzort Dostyk.
- Am 11. Mai 2013 wurde die 146 Kilometer lange grenzüberschreitende Strecke vom kasachischen Schangaösen bis in den turkmenischen Ort Serhetyaka nach dreieinhalb Jahren Bauzeit in Betrieb genommen. Sie wird vor allem zum Transport von Öl sowie Getreide genutzt und wurde 2014 um 470 Kilometer bis zur iranischen Grenze verlängert, wo – nach Umspurung – eine Verbindung zur iranischen Eisenbahn besteht.[8]
- Am 22. August 2014 eröffnete Staatspräsident Nursultan Nasarbajew die Bahnstrecke Schesqasghan–Sekseuil nördlich des Aralsees (517 km) und
- die Strecke Schalqar–Beineu (496 km), die den Gütertransport aus China zu den Häfen am Kaspischen Meer (Aqtau) oder über Russland nach Europa verkürzen. Damit wurde eine Ost-West-Achse von Dostyk über Aqtogai, Balqasch, Schesqasghan, Schalqar, Beineu nach Aqtau geschaffen.
- Ebenfalls am 22. August 2014 nahm die 214 Kilometer lange Strecke Arqalyq–Schubarkol ihren Betrieb auf.

Weitere Streckenabschnitte werden zweigleisig ausgebaut, so zwischen Almaty und Schu (110,7 km), den Bahnhöfen Almaty-1 und Almaty-2 (8,5 km) und eine Umgehungsbahn um Almaty (78 km). Für die Elektrifizierung weiterer Strecken wurde ein Konsortium mit Siemens gebildet. Projektiert ist weiter eine Schienenanbindung des Hafens Quryq am Kaspischen Meer (14 km); diese wurde 2015 realisiert.
2023 waren weitere 1300 km Strecken in Bau oder Planung, darunter eine dritte grenzüberschreitende Verbindung nach China, die Bahnstrecke Ajagös–Tacheng.

### Fahrzeuge
2006 bestellte die KTH vom US-amerikanischen Konzern General Electric insgesamt 310 Lokomotiven der Evolution Serie. Mit der Auslieferung der ersten Exemplare wurde im März 2009 begonnen.
Im Februar 2009 unterzeichneten Asqar Mamin und der Vorstandsvorsitzende von Siemens, Peter Löscher, einen Vertrag über die Lieferung von 22 elektrischen Lokomotiven der chinesisch-deutschen Baureihe KZ4A zwischen 2009 und 2010.
Im Juli 2009 gab das Unternehmen bekannt, bis zum Jahr 2020 Investitionen in Höhe von 5,5 Billionen Tenge für die Modernisierung der kasachischen Eisenbahn tätigen zu wollen. Im Zuge der Modernisierungen sollten auch 512 neue Lokomotiven angeschafft werden.
Im Oktober 2010 wurden 200 elektrische Güterzugloks KZ8A sowie 95 Schnellzugloks KZ4AT von einem Konsortium bestellt, an dem neben der KTH Alstom und Transmashholding beteiligt sind. Die Auslieferung der überwiegend in einem neuen Werk in Astana endmontierten Loks soll sich von 2012 bis 2021 erstrecken.
2008 bis 2016 wurden 1.000 Lokomotiven, 37.500 Güter- und 1.500 neue Personenwagen beschafft. Parallel dazu wurde eine eigene Industrie zur Fertigung entsprechender Fahrzeuge aufgebaut.

### Verkehr

#### Personenverkehr
Im Personenverkehr sind alle größeren Städte des Landes mit 14 Linien durch Schnellzüge verbunden.
Seit 2017 verkehren im internationalen Personenverkehr eine Reihe von Talgo-Zügen mit erweitertem Profil für Breitspurbahnen. Die Züge sind (theoretisch) 200 km/h schnell und auch für die Eisenbahnen in Russland, Belarus und Kirgistan zugelassen. Deren Klimaanlage ist für Außentemperaturen von −50 °C bis +45 °C ausgelegt. Drei Klassen werden angeboten: Zweibettabteile mit eigener Nasszelle, Zweibettabteile mit Waschbecken im Abteil und Vierbettabteile. An Verbindungen angeboten werden:
- Der Internationale Personenzug Nr. 1 / 2 zwischen Almaty und Taschkent. Er verkehrt zwei Mal pro Woche und Richtung. Er benötigt für die 964 km lange Strecke planmäßig 16½ Stunden. Zwischenhalte sind: Otar, Schu, Taras, Schymkent und Saryaghasch.[19]
- Der Tulpar-Talgo zwischen Astana und Oral seit Ende September 2017, Fahrzeit 26 Stunden, 14 Minuten. Der Zug verkehrt alle zwei Tage[20] im Wechsel mit
- der Verbindung Almaty–Astana–Oral, die für die Strecke etwas über 37 Stunden benötigt.[20]
- Die Verbindung Almaty–Saratow, für die der Zug knapp 41 Stunden benötigt.[20]

Darüber hinaus gibt es eine Schlafwagen-Verbindung nach Moskau.

#### Güterverkehr
Im internationalen Güterverkehr sieht sich die KTH als Drehscheibe zwischen China, Russland, dem Iran und im größeren Maßstab zwischen Europa und Ostasien. Hier stehen insbesondere der Container-Verkehr und Ganzzüge im Fokus. Im grenzüberschreitenden Verkehr mit China wird die Bahn 2017 knapp 11 Mio. Tonnen Güter transportieren.
Außerdem betreibt die KTH Schiffe auf dem Kaspischen Meer. Ihre Zahl soll bis 2020 auf 20 erhöht werden.
Im Jahr 2022 leistete die KTH 252 Mrd. Tonnenkilometer und mehr als 250 Mio. t Güter wurden befördert. 40 % davon war Steinkohle, 5 % Getreide, der Anteil verarbeiteter Güter lag nur etwas über 1 %. Im gleichen Zeitraum wurden im grenzüberschreitenden Verkehr mit China 23 Mio. t Güter befördert.

### Tochterunternehmen
Zu KTH gehören 21 Tochterunternehmen. Das Unternehmen Lokomotiv JSC betreibt die Lokomotiven, das Unternehmen Kaztemirtrans die Eisenbahnwagen. Kaztransservice sind im Güterverkehr aktiv. Transtelecom ist für die Modernisierung des Telekommunikationsnetzes von Kasachstan Temir Scholy zuständig. Weitere Tochterunternehmen sind Temirsholsu, Temirsholshylu und Temirzhol zhondeu. Darüber hinaus ist das Unternehmen an den Joint Ventures Yuxinou und United Transport and Logistic Company (UTLC) beteiligt. Letzteres will regelmäßig Container-Züge zwischen Europa und China anbieten.
Am 13. Dezember 2022 schloss die KTH einen Vertrag mit der schweizerischen Stadler Rail über Bau und Unterhalt von Personenwagen in Kasachstan.